# Кубок ярмарків 1970—1971
Тринадцятий (і останній) Кубок ярмарків відбувся між 1970 і 1971 роками й був вдруге виграний англійським «Лідс Юнайтед», який у фіналі переміг італійський «Ювентус».

## 1/32 фіналу
Матчі проходили від 2 до 30 вересня 1970 року.
| Команда 1                   | Заг.         | Команда 2           | 1-й матч | 2-й матч |
| --------------------------- | ------------ | ------------------- | -------- | -------- |
| «АЕК»                       | 0:4          | «Твенте»            | 0:1      | 0:3      |
| «Желєзнічар»                | 7:9          | «Андерлехт»         | 3:4      | 4:5      |
| «Гент»                      | 1:8          | «Гамбург»           | 0:1      | 1:7      |
| «Севілья»                   | 2:3          | «Ескішехірспор»     | 1:0      | 1:3      |
| «Колрейн»                   | 4:3          | «Кілмарнок»         | 1:1      | 3:2      |
| «Данді Юнайтед»             | 3:2          | «Грассгоппер»       | 3:2      | 0:0      |
| «Сарпсборг»                 | 0:6          | «Лідс Юнайтед»      | 0:1      | 0:5      |
| «Спартак» (Трнава)          | 2:2 пен. 4:3 | «Марсель»           | 2:0      | 0:2      |
| «Кельн»                     | 5:2          | «Седан»             | 5:1      | 0:1      |
| «Лозанна»                   | 1:4          | «Віторія» (Сетубал) | 0:2      | 1:2      |
| «Гіберніан»                 | 9:2          | «Мальме»            | 6:0      | 3:2      |
| «Ліверпуль»                 | 2:1          | «Ференцварош»       | 1:0      | 1:1      |
| «Тракія»                    | 1:6          | «Ковентрі Сіті»     | 1:4      | 0:2      |
| «Лаціо»                     | 2:4          | «Арсенал»           | 2:2      | 0:2      |
| «Баварія»                   | 2:1          | «Рейнджерс»         | 1:0      | 1:1      |
| «Динамо» (Бухарест)         | 5:1          | «ПАОК»              | 5:0      | 0:1      |
| «КС Університатя» (Крайова) | 2:4          | «Печ Доса»          | 2:1      | 0:3      |
| «ГКС» (Катовиці)            | 2:4          | «Барселона»         | 0:1      | 2:3      |
| «Вінер Шпорт-Клуб»          | 0:5          | «Беверен»           | 0:2      | 0:3      |
| «Ільвес-Кіссат»             | 4:5          | «Штурм»             | 4:2      | 0:3      |
| «Баррейренсі»               | 3:6          | «Динамо» (Загреб)   | 2:0      | 1:6      |
| «Хайдук»                    | 3:1          | «Славія» (Софія)    | 3:0      | 0:1      |
| «Корк Гіберніанс»           | 1:6          | «Валенсія»          | 0:3      | 1:3      |
| «Спарта» (Прага)            | 3:1          | «Атлетік» (Більбао) | 2:0      | 1:1      |
| «Партизан»                  | 0:6          | «Динамо» (Дрезден)  | 0:0      | 0:6      |
| «Академіск БК»              | 10:2         | «Сліма Вондерерс»   | 7:0      | 3:2      |
| «Ювентус»                   | 11:0         | «Рюмеланж»          | 7:0      | 4:0      |
| «Болдклуббен 1901»          | 3:8          | «Герта»             | 2:4      | 1:4      |
| «Рух»                       | 1:3          | «Фіорентіна»        | 1:1      | 0:2      |
| «Інтернаціонале»            | 1:3          | «Ньюкасл Юнайтед»   | 1:1      | 0:2      |
| «Спарта» (Роттердам)        | 15:0         | «Акранес»           | 6:0      | 9:0      |
| «Віторія» (Гімарайнш)       | 4:3          | «Ангулем»           | 3:0      | 1:3      |

## 1/16 фіналу
Матчі проходили від 14 жовтня до 4 листопада 1971 року.
| Команда 1            | Заг.         | Команда 2             | 1-й матч | 2-й матч |
| -------------------- | ------------ | --------------------- | -------- | -------- |
| «Гіберніан»          | 3:2          | «Віторія» (Гімарайнш) | 2:0      | 1:2      |
| «Спарта» (Роттердам) | 4:1          | «Колрейн»             | 2:0      | 2:1      |
| «Баварія»            | 7:3          | «Ковентрі Сіті»       | 6:1      | 1:2      |
| «Барселона»          | 2:4          | «Ювентус»             | 1:2      | 1:2      |
| «Фіорентіна»         | 1:3          | «Кельн»               | 1:2      | 0:1      |
| «Штурм»              | 1:2          | «Арсенал»             | 1:0      | 0:2      |
| «Лідс Юнайтед»       | 2:2 (ч)      | «Динамо» (Дрезден)    | 1:0      | 1:2      |
| «Ліверпуль»          | 4:1          | «Динамо» (Бухарест)   | 3:0      | 1:1      |
| «Академіск БК»       | 1:7          | «Андерлехт»           | 1:3      | 0:4      |
| «Ньюкасл Юнайтед»    | 2:2 пен. 2:5 | «Печ Доса»            | 2:0      | 0:2 дч   |
| «Спарта» (Прага)     | 3:2          | «Данді Юнайтед»       | 3:1      | 0:1      |
| «Герта»              | 2:3          | «Спартак» (Трнава)    | 1:0      | 1:3      |
| «Динамо» (Загреб)    | 4:1          | «Гамбург»             | 4:0      | 0:1      |
| «Ескішехірспор»      | 4:8          | «Твенте»              | 3:2      | 1:6      |
| «Валенсія»           | 1:2          | «Беверен»             | 0:1      | 1:1      |
| «Віторія» (Сетубал)  | 3:2          | «Хайдук»              | 2:0      | 1:2      |

## 1/8 фіналу
Матчі проходили від 25 листопада до 23 грудня 1970 року.
| Команда 1          | Заг. | Команда 2            | 1-й матч | 2-й матч |
| ------------------ | ---- | -------------------- | -------- | -------- |
| «Гіберніан»        | 0:3  | «Ліверпуль»          | 0:1      | 0:2      |
| «Баварія»          | 5:2  | «Спарта» (Роттердам) | 2:1      | 3:1      |
| «Печ Доса»         | 0:3  | «Ювентус»            | 0:1      | 0:2      |
| «Спартак» (Трнава) | 0:4  | «Кельн»              | 0:1      | 0:3      |
| «Лідс Юнайтед»     | 9:2  | «Спарта» (Прага)     | 6:0      | 3:2      |
| «Андерлехт»        | 3:4  | «Віторія» (Сетубал)  | 2:1      | 1:3      |
| «Динамо» (Загреб)  | 2:3  | «Твенте»             | 2:2      | 0:1      |
| «Арсенал»          | 4:0  | «Беверен»            | 4:0      | 0:0      |

## 1/4 фіналу
Матчі проходили від 27 січня до 24 березня 1971 року.
| Команда 1      | Заг.    | Команда 2           | 1-й матч | 2-й матч |
| -------------- | ------- | ------------------- | -------- | -------- |
| «Ліверпуль»    | 4:1     | «Баварія»           | 3:0      | 1:1      |
| «Арсенал»      | 2:2 (ч) | «Кельн»             | 2:1      | 0:1      |
| «Лідс Юнайтед» | 3:2     | «Віторія» (Сетубал) | 2:1      | 1:1      |
| «Ювентус»      | 4:2     | «Твенте»            | 2:0      | 2:2      |

## 1/2 фіналу
Матчі проходили від 14 до 28 квітня 1971 року.
| Команда 1   | Заг. | Команда 2      | 1-й матч | 2-й матч |
| ----------- | ---- | -------------- | -------- | -------- |
| «Ліверпуль» | 0:1  | «Лідс Юнайтед» | 0:1      | 0:0      |
| «Кельн»     | 1:3  | «Ювентус»      | 1:1      | 0:2      |

## Фінал

### Перший матч
| 28 травня 1971 |

| «Ювентус»               | 2:2      | «Лідс Юнайтед»        |
| ----------------------- | -------- | --------------------- |
| Беттега 27' Капелло 55' | Протокол | Мейділі 48' Бейтс 77' |

| Стадіо Комунале, Турин Глядачів: 58 555 Арбітр: Лоренс ван Равенс |

### Другий матч
| 3 червня 1971 |

| «Лідс Юнайтед» | 1:1      | «Ювентус»    |
| -------------- | -------- | ------------ |
| Кларк 12'      | Протокол | Анастазі 20' |

| Елленд Роуд, Лідс Глядачів: 42 483 Арбітр: Рудольф Глекнер |